# Esgrima nos Jogos Olímpicos de Verão de 1992
A esgrima nos Jogos Olímpicos de Verão de 1992 foi realizada em Barcelona, na Espanha, com oito eventos disputados.

## Eventos da esgrima
Masculino: Florete individual | Espada individual | Sabre individual | Florete por equipe | Espada por equipe | Sabre por equipe
Feminino: Florete individual | Florete por equipe

## Masculino

### Florete individual masculino
| Pos. | País                   | Atletas            |
| ---- | ---------------------- | ------------------ |
|      | França (FRA)           | Philippe Omnès     |
|      | Equipa Unificada (EUN) | Sergei Goloebitsky |
|      | Cuba (CUB)             | Elvis Gregory Gil  |

### Espada individual masculino
| Pos. | País                   | Atletas           |
| ---- | ---------------------- | ----------------- |
|      | França (FRA)           | Éric Srecki       |
|      | Equipa Unificada (EUN) | Pavel Kolobkov    |
|      | França (FRA)           | Jean-Michel Henry |

### Sabre individual masculino
| Pos. | País          | Atletas              |
| ---- | ------------- | -------------------- |
|      | Hungria (HUN) | Bence Szabó          |
|      | Itália (ITA)  | Marco Marin          |
|      | França (FRA)  | Jean-François Lamour |

### Florete por equipe masculino
| Ouro                                                                                   | Prata | Bronze                                                                                        |
| GER Alemanha Alexander Koch Ulrich Schreck Thorsten Weidner Udo Wagner Ingo Weißenborn | CUB Cuba Guillermo Bétancourt Scull Tulio Díaz Babier Hermengildo García Marturell Óscar García Pérez Elvis Gregory Gil | POL Polônia Piotr Kiełpikowski Adam Krzesiński Marian Sypniewski Cezary Siess Ryszard Sobczak |

### Espada por equipe masculino
| Ouro                                                                                       | Prata                                                                                | Bronze                                                                                                   |
| GER Alemanha Elmar Borrmann Robert Felisiak Uwe Proske Vladimir Resnitschenko Arnd Schmitt | HUN Hungria Iván Kovács Krisztián Kulcsár Ferenc Hegedűs Ernõ Kolczonay Gábor Totola | EUN Equipa Unificada Pavel Kolobkov Andrei Chouvalov Sergei Kravchouk Sergei Kostarev Valeri Zacharevich |

### Sabre por equipe masculino
| Ouro | Prata                                                                     | Bronze |
| EUN Equipa Unificada Grigori Kirienko Aleksander Chirchov Giorgi Pogossov Vadym Gutzeit Stanislav Pozdniakov | HUN Hungria Péter Abay Imre Bujdosó Csaba Köves György Nébald Bence Szabó | FRA França Franck Ducheix Jean-Philippe Daurelle Hervé Granger-Veyron Pierre Guichot Jean-François Lamour |

## Feminino

### Florete individual feminino
| Pos. | País                   | Atletas            |
| ---- | ---------------------- | ------------------ |
|      | Itália (ITA)           | Giovanna Trillini  |
|      | China (CHN)            | Wang Huifeng       |
|      | Equipa Unificada (EUN) | Tatiana Sadovskaya |

### Florete por equipe feminino
| Ouro                                                                                                  | Prata                                                                                        | Bronze                                                                                  |
| ITA Itália Diana Bianchedi Francesca Bortolozzi Giovanna Trillini Dorina Vaccaroni Margherita Zalaffi | GER Alemanha Sabine Bau Annette Dobmeier Anja Fichtel-Mauritz Zita Funkenhauser Monika Weber | ROM Romênia Laura Badea Roxana Dumitrescu Claudia Grigorescu Réka Szabó Elisabeta Tufan |

## Quadro de medalhas da esgrima
| Ordem | País                 | Medalha de ouro | Medalha de prata | Medalha de bronze | Total |
| ----- | -------------------- | --------------- | ---------------- | ----------------- | ----- |
| 1     | GER Alemanha         | 2               | 1                | 0                 | 3     |
| 1     | ITA Itália           | 2               | 1                | 0                 | 3     |
| 3     | FRA França           | 2               | 0                | 3                 | 5     |
| 4     | EUN Equipa Unificada | 1               | 2                | 2                 | 5     |
| 5     | HUN Hungria          | 1               | 2                | 0                 | 3     |
| 6     | CUB Cuba             | 0               | 1                | 1                 | 2     |
| 7     | CHN China            | 0               | 1                | 0                 | 1     |
| 8     | POL Polônia          | 0               | 0                | 1                 | 1     |
| 8     | ROM Romênia          | 0               | 0                | 1                 | 1     |